# اسباب‌بازی (آلبوم دیوید بویی)
اسباب‌بازی (انگلیسی: Toy) آلبومی استودیویی از موسیقی‌دان انگلیسی دیوید بویی است که پس از مرگ او منتشر شد. این آلبوم از ژوئیه تا اکتبر ۲۰۰۰ در شهر نیویورک ضبط شد و شامل ضبط مجدد ترانه‌هایی بود که بویی بین سال‌های ۱۹۶۴ و ۱۹۷۱ ضبط کرده بود، و با چند قطعه جدید نیز همراه بود. این پروژه به‌دست بویی و مارک پلتی تهیه شد و نوازندگانی از گروه بویی که در آن زمان با او تور برگزار می‌کردند—شامل پلتی، ارل اسلیک، گیل آن دورسی، مایک گارسون و استرلینگ کمپبل—با اورداب‌هایی از لیزا آلمانو، جری لئونارد و کونگ وو در ساخت آن مشارکت داشته‌اند.
هدف بویی از توسعهٔ پروژه این بود که ترانه‌ها را تمرین کند، آن‌ها را به صورت زنده ضبط کند و در حالی که ایده‌هایی از عرضهٔ آلبومی غافلگیرکننده داشت، آن را در سریع‌ترین زمان ممکن منتشر کند. در حالی که اسباب‌بازی برای انتشار در مارس ۲۰۰۱ در نظر گرفته شده بود، این آلبوم توسط ئی‌ام‌آی/ویرجین به دلیل مشکلات مالی کنار گذاشته شد، که باعث شد بویی از این ناشر جدا شود و کار بر روی آلبوم بعدی خود هیتن (۲۰۰۲) را آغاز کند. قطعه‌های متعددی از اسباب‌بازی در سال‌های بعد به‌عنوان سمت دوم و قطعه‌های بونوس منتشر شدند. دو مورد از قطعه‌ها برای هیتن بازسازی شدند و دو مورد در مجموعهٔ هیچ چیز تغییر نکرده‌است در سال ۲۰۱۴ ظاهر شدند.
در سال ۲۰۱۱، میکس‌های مختلفی از قطعه‌های اسباب‌بازی در اینترنت فاش شد که توجه رسانه‌ها را به خود جلب کرد. ده سال بعد، گروه موسیقی وارنر در ۲۹ سپتامبر ۲۰۲۱ اعلام کرد که این آلبوم به‌طور رسمی به‌عنوان بخشی از مجموعهٔ ماجراجویی درخشان (۱۹۹۲–۲۰۰۱) در ۲۶ نوامبر ۲۰۲۱، از طریق ناشر ISO متعلق به خود بویی و پارلفون منتشر خواهد شد. نسخه مجزای لوکس، شامل تصویرهای دیده نشده، میکس‌های جایگزین، سمت دوم پیشنهادی و ۱۳ ریمیکس جدید از ترانه‌ها، در ۷ ژانویه ۲۰۲۲ منتشر شد. عرضهٔ رسمی نقدهای مثبتی از سوی منتقدان موسیقی داشت و بسیاری از آن‌ها بر اجرای آوازی بویی تأکید کردند. این آلبوم موفقیتی تجاری بود و در رتبه پنجم جدول آلبوم‌های بریتانیا قرار گرفت و سی و پنجمین آلبوم بویی شد که در میان ده‌تای برتر بریتانیا قرار می‌گیرد.